# Tazhikan Kalimbetova
Tazhikan Borbugulovna Kalimbetova (née en 1959) est une femme politique kirghize, ministre des Finances de 2007 à 2009 et vice-Première ministre en 2009.